# گراداتس (راشکا)
گراداتس (به صربی: Gradac) یک منطقهٔ مسکونی در صربستان است که در Raška واقع شده‌است. گراداتس ۳۶۸ نفر جمعیت دارد.